# Phare du cap Bacopari
Le phare du cap Bacopari (en portugais : Farol Bacopari)  est un phare situé sur le Cabo Bacopari de la ville de Baía Formosa, dans l'État du Rio Grande do Norte - (Brésil).
Ce phare est la propriété de la Marine brésilienne  et il est géré par le Centro de Sinalização Náutica e Reparos Almirante Moraes Rego (CAMR) au sein de la Direction de l'Hydrographie et de la Navigation (DHN).

## Histoire
Ce phare est une tour octogonale de 17 m de haut, avec galerie et petite lanterne. La tour est peinte en rectangles noirs et blanc. Il se situe à 100 km au sud de Natal.
Le phare émet, à une hauteur focale de 30 m, deux éclats blancs par période de 10 secondes. Sa portée maximale est d'environ 28 kilomètres
Identifiant : ARLHS : BRA014 ; BR1192 - Amirauté : G0184 - NGA : 110-17884 .

### Lien connexe
- Liste des phares du Brésil